# هيدرونيات (علم الحيوان)

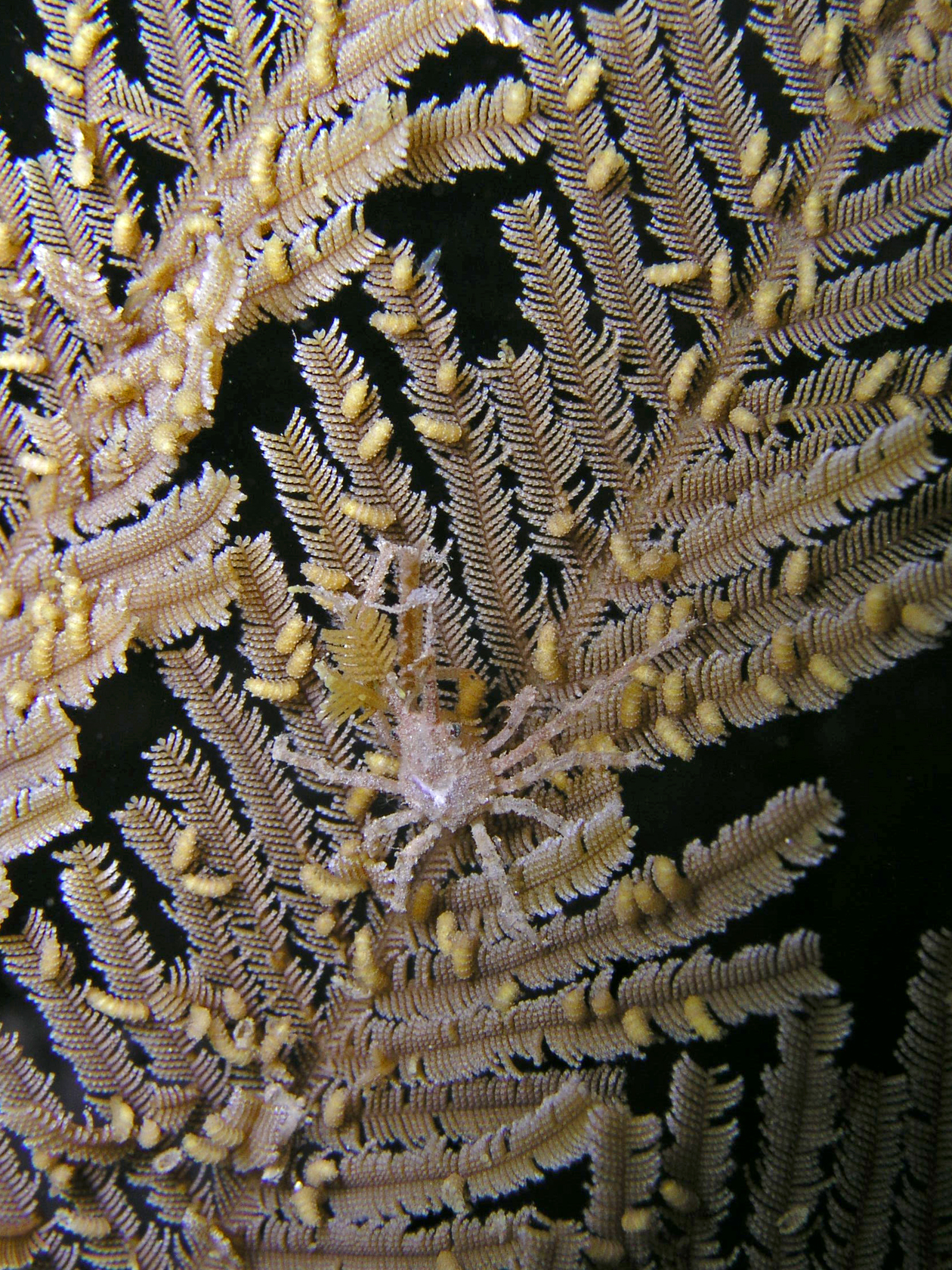
هياستينوس بيسبينوسوس (Hyastenus bispinosus) (سرطان السهم) على أجلاوفينيا كوبريسينا (Aglaophenia cupressina) (الهيدرون اللاذع). عادة ما توجد السرطانات المزخرفة الصغيرة، مثل هذا السرطان، وهي مغطاة بأسلات من الهيدرونات اللاذعة على رؤوسها لدرء الحيوانات المفترسة.

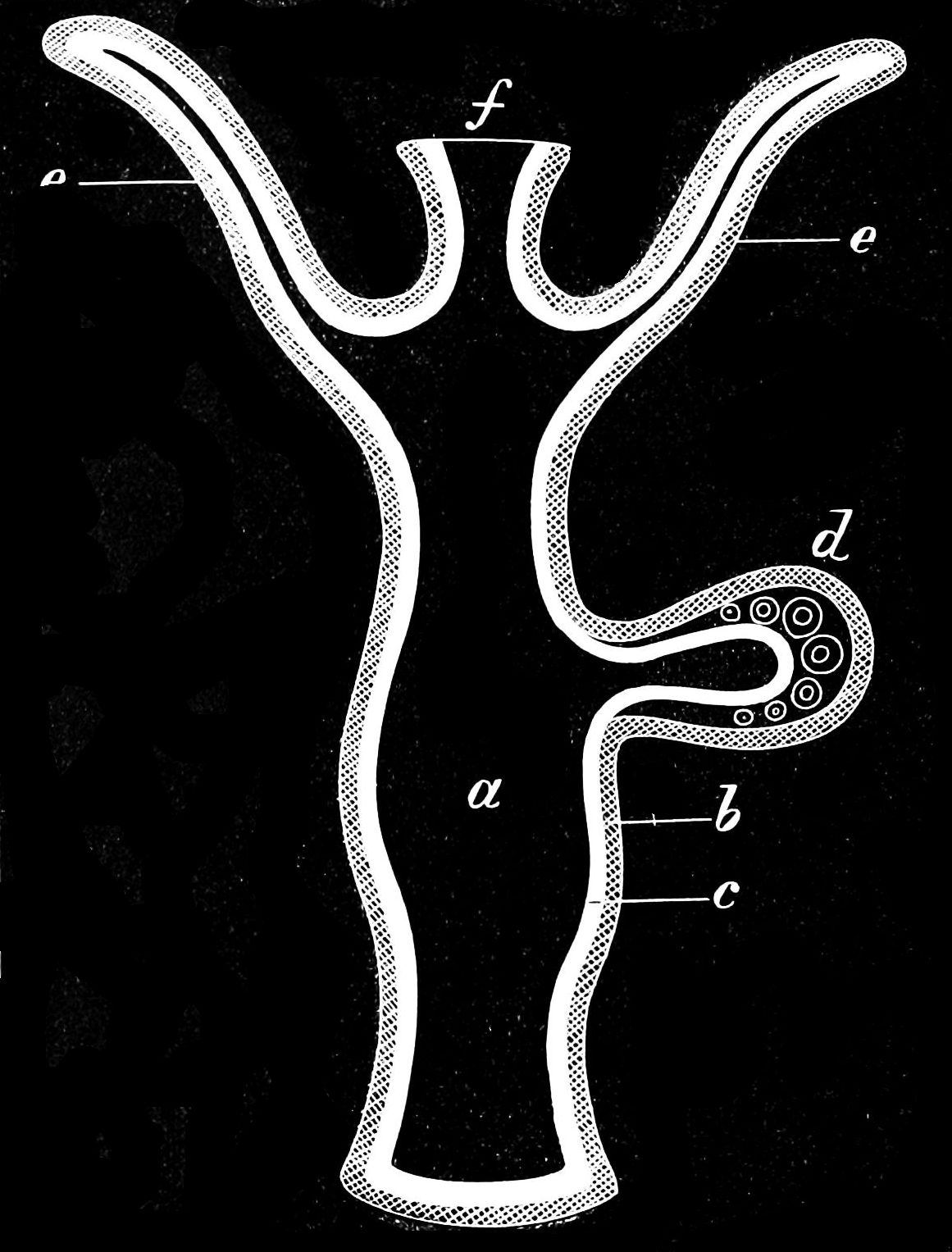
صورة مقطعية لأحد الهيدرونات

الهيدرونيات (بالإنجليزية: Hydroids) هي مرحلة حياتية لمعظم الحيوانات من فئة معائيات الجوف، وهي حيوانات مفترسة صغيرة تتعلق بقنديل البحر. وبعض الهيدرونيات مثل الهيدرا تكون منفردة، مع تعلق البولب مباشرة بالركيزة. وعندما تنتج هذه الهيدرونيات براعم، فإنها تنفصل وتنمو كهيدرونيات جديدة.
وغالبية الهيدرونيات هي مستعمراتية. ويعلق البولب الأصلي بجسم صلب، ويشكل برعمًا يظل عالقًا بأصله. وهذا البرعم ينتج براعم، وبهذه الطريقة يتشكل الساق. وترتيب البوالب وتفرع الساق هما السمة التي تميز هذا النوع. وبعض الأنواع لديها بوالب تنتج براعم مباشرة من الرئد الذي ينتج جذور المستعمرة. وتتصل البوالب عن طريق البشرة التي تحيط الجوف البطني الوعائي. وتفرز البشرة هيكلاً عظميًا كيتينيًا، يدعم الساق وفي بعض الهيدرونيات يتمدد الهيكل العظمي ليصبح على شكل كوب يحيط بالبولب. ومعظم البوالب تكون كاستروزويدات (gastrozooid أو أشباه حيوانات معدية) أو بوالب مغذية، ولكن البعض يكون عبارة عن هياكل تكاثرية متخصصة تُعرف باسم جونوزويد (gonozooid أو أشباه حيوانات منية). وفي بعض الأنواع، يتشكل مزيد من أشباه الحيوانات.